# Kirill Grigoryan
Pour les articles homonymes, voir Grigoryan.
Kirill Grigoryan est un tireur russe né le 2 avril 1992. Il a remporté la médaille de bronze de l'épreuve de carabine à 50 m tir couché aux Jeux olympiques d'été de 2016 à Rio de Janeiro.